# Кашиноти (Верчели)
Кашиноти је насеље у Италији у округу Верчели, региону Пијемонт.
Према процени из 2011. у насељу је живело 50 становника. Насеље се налази на надморској висини од 160 м.